# Zakaria Bakkali
Zakaria Bakkali (ur. 26 stycznia 1996 w Liège) – belgijski piłkarz pochodzenia marokańskiego występujący na pozycji napastnika w klubie RSC Anderlecht.

## Kariera klubowa
Dołączył do rezerw PSV Eindhoven w 2008 roku ze Standard Liège.
30 lipca 2013 zagrał mecz kwalifikacyjny Ligi Mistrzów pomiędzy PSV Eindhoven a SV Zulte Waregem. Zmienił Floriana Jozefzoona w 80. minucie. Był to jego pierwszy mecz w karierze seniorskiej. Swoją pierwszą bramkę dla PSV Eindhoven trafił 7 sierpnia 2013 roku w meczu rewanżowym.
W meczu wygranym 5-0 przeciwko NEC Nijmegen 11 sierpnia 2013 roku zaliczył hat-tricka. Jest najmłodszym piłkarzem w Eredivisie, który to osiągnął. Miał wtedy 17 lat i 196 dni.